# Tónová řada
Tónové řady jsou základem dodekafonie i serialismu. Řady jsou vytvořeny tak, aby obsahovaly všechny tóny stupnice, každý právě jednou. Dvanáctitónové (dodekafonické) řady jsou tedy tvořeny uspořádáním všech dvanácti chromatických tónů oktávy.
Tónová řada může být produktem skladatelovy invence nebo může být připravena na základě racionální úvahy s cílem dosáhnout požadované vnitřní struktury. Může se jednat o dosažení nebo vyloučení různých druhů symetrie, periodicity nebo analogie ve vnitřním uspořádání, o vyvážený počet, preferenci nebo vyloučení některých intervalů apod. 
Podle vnitřního uspořádání lze řady rozdělit do mnoha skupin. 
- Tonální řady obsahují skupiny tónů, tvořící rozložené akordy nebo fragmenty stupnic.
- Atonální řady jsou tvořeny tak, aby potlačovaly pocit tonality.
- Odvozené řady vznikají ze segmentů vzájemně vázaných transformacemi. Celou řadu lze odvodit z jejích prvních několika členů.
- Symetrické řady jsou složeny ze dvou polovin vázaných transformacemi. Druhý hexachord je tedy transformací prvního.
- Všeintervalové řady obsahují nejen všechny tóny stupnice, ale též všechny intervaly.

Lze vytvořit 479001600 různých dodekafonických řad. Pokud řady se shodným intervalovým uspořádáním, začínající na různých tónech pokládáme za ekvivalentní, existuje 479001600/12 = 39916800 neekvivalentních řad. Všeintervalových dodekafonických řad, začínajících na shodném tónu lze sestrojit jen 3856. 
Základními transformacemi řad jsou:
- Základní forma (Prime – P): originální řada, čtená zleva doprava.
- Inverze (Inverse – I): „směry“ všech intervalů jsou obráceny, intervaly jsou nahrazeny svými doplňky (obraty). Stoupající (vrchní) intervaly jsou nahrazeny klesajícími (spodními) intervaly stejné velikosti a naopak.
- Račí forma (Retrograde – R): originální řada čtená pozpátku (zprava doleva). Tím dojde k obrácení „směrů“ všech intervalů i jejich pořadí.
- Inverzní račí forma (Inverse-Retrograde – IR): „směry“ všech intervalů jsou obráceny a invertovaná řada je čtena pozpátku. Původní intervaly tedy zůstávají zachovány, obrací se pouze jejich pořadí.
- Transpozice (T): všechny tóny řady jsou transponovány o stejný interval. Intervalová struktura řady se nemění.

Čtveřice variant P, I, R, IR je nazývána kvaternion (quaternion).
Kombinací transformací P, I, R, IR a T může vzniknout až 48 forem jedné řady (12 transpozic čtyř variant). Různé druhy symetrií uvnitř řad mohou počet odvoditelných forem zredukovat např. na 24, 16, 12 atd.